# توب غير أستراليا (موسم 3)
توب غير أستراليا 3 (بالإنجليزية: Top Gear Australia)‏ هو السلسلة الثالثة من برنامج تلفزيوني أسترالي يهتم بالمركبات، أنتج على غرار سلسلة توب غير البريطانية، تم إنتاجه في أستراليا. بدأ عرضه في سنة 2010 على ناين نتورك. بلغ عدد حلقاته 4 حلقات، تم بث المسلسل لأول مرة بتاريخ 28 سبتمبر 2010 بينما تم بث آخر حلقة منه بتاريخ 5 مايو 2011.

## وصلات خارجية
- الموقع الرسمي